# BTF3
BTF3 (англ. Basic transcription factor 3) – білок, який кодується однойменним геном, розташованим у людей на короткому плечі 5-ї хромосоми.  Довжина поліпептидного ланцюга білка становить 206 амінокислот, а молекулярна маса — 22 168.
| 10         |  | 20         |  | 30         |  | 40         |  | 50         |
| ---------- |  | ---------- |  | ---------- |  | ---------- |  | ---------- |
| MRRTGAPAQA |  | DSRGRGRARG |  | GCPGGEATLS |  | QPPPRGGTRG |  | QEPQMKETIM |
| NQEKLAKLQA |  | QVRIGGKGTA |  | RRKKKVVHRT |  | ATADDKKLQF |  | SLKKLGVNNI |
| SGIEEVNMFT |  | NQGTVIHFNN |  | PKVQASLAAN |  | TFTITGHAET |  | KQLTEMLPSI |
| LNQLGADSLT |  | SLRRLAEALP |  | KQSVDGKAPL |  | ATGEDDDDEV |  | PDLVENFDEA |
| SKNEAN     |  |            |  |            |  |            |  |            |

A: Аланін

C: Цистеїн

D: Аспарагінова кислота

E: Глутамінова кислота

F: Фенілаланін

G: Гліцин

H: Гістидин

I: Ізолейцин

K: Лізин

L: Лейцин

M: Метіонін

N: Аспарагін

P: Пролін

Q: Глутамін

R: Аргінін

S: Серин

T: Треонін

Кодований геном білок за функціями належить до шаперонів, фосфопротеїнів. 
Задіяний у таких біологічних процесах як транскрипція, регуляція транскрипції, транспорт, транспорт білків, альтернативний сплайсинг. 
Локалізований у цитоплазмі, ядрі.